# تل إصطبل
تل إصطبل قرية سوريّة تتبع إداريّاً لمحافظة حلب منطقة السفيرة ناحية مركز السفيرة، بلغ تعداد سكانها 697 نسمة حسب التعداد السكاني لعام 2004.